# Giovanni Nardi (giornalista)
Giovanni Nardi (Pisa, 20 marzo 1939) è un giornalista italiano.

## Biografia
Laureato in giurisprudenza, è giornalista professionista del 1966.
Per molti anni responsabile dei servizi culturali del giornale "La Nazione" di Firenze, ha vinto alcuni premi giornalistici.
È membro della Deputazione della Fondazione Cassa di Risparmio di Pisa, nonché del premio per la satira politica di Forte dei Marmi e della Giuria della Sezione Narrativa del Premio Nazionale Letterario Pisa.
Scrive recensioni di libri su alcune riviste e giornali del settore.

## Pubblicazioni
Oltre a numerosi articoli su "La Nazione", ha pubblicato alcuni volumi:
- G.Nardi - "L'immaginazione e il potere" - Cronache del '68 a Pisa e dintorni, Nistri-Lischi Editore, 1983
- AA.VV.(tra cui G.Nardi, Luciano Violante, Luigi Ballini, Ennio Di Nolfo, ecc.) del Catalogo della mostra "1946-1948 - Repubblica, Costituente, Costituzione" - ordinata nella Biblioteca Nazionale Centrale di Firenze nel 1998 - Polistampa Edizioni
- G.Nardi - "Alessandro Manzoni e il dottor Azzeccagarbugli" - Le Lettere - 1999

| Controllo di autorità | VIAF (EN) 53073862 · ISNI (EN) 0000 0000 7837 5305 · LCCN (EN) n83220456 · GND (DE) 102468427X · BNF (FR) cb13599092z (data) |